# María Maturana
María Camila Maturana (* 21. November 2006) ist eine kolumbianische Leichtathletin, die sich auf den Sprint spezialisiert hat.

## Sportliche Laufbahn
Erste Erfahrungen bei internationalen Meisterschaften sammelte María Maturana im Jahr 2024, als sie bei den U20-Südamerikameisterschaften in Lima in 11,85 s die Silbermedaille im 100-Meter-Lauf gewann und mit der kolumbianischen 4-mal-100-Meter-Staffel in 46,55 s die Bronzemedaille gewann. Anschließend schied sie bei den U20-Weltmeisterschaften ebendort mit 12,08 s in der ersten Runde über 100 Meter aus.
2024 wurde Maturana kolumbianische Meisterin in der 4-mal-100-Meter-Staffel.

## Persönliche Bestzeiten
- 100 Meter: 11,67 s (+1,5 m/s), 3. August 2024 in Bogotá
- 200 Meter: 25,75 s (+1,0 m/s), 1. Juni 2024 in Armenia